# Scott LaFaro
Rocco Scott LaFaro (3 de abril de 1936 — 6 de julho de 1961) foi um influente baixista de jazz, talvez mais conhecido pelo seu trabalho junto a Bill Evans Trio.

## Biografia
Nascido em Newark (Nova Jérsei), LaFaro cresceu dentro de uma família de músicos (seu pai tocava em diversas big bands). Foi iniciado no piano ainda no ensino fundamental, clarinete no início do ensino médio (junior highschool), alterando para o saxofone tenor já no ensino médio em Geneva, NY.
Só iniciou seus estudos no baixo acústico aos 17 no verão anterior ao seu ingresso à faculdade, quando aprendeu a tocar um instrumento de corda, obrigatoriedade para a de sua formação. Mais ou menos após 3 meses de estudos na Ithaca College em Ithaca (Nova Iorque), LaFaro decide se dedicar ao contrabaixo. Tocava frequentemente em bandas no College Spa e no Joe's Restaurant na State Street, no centro de Ithaca.
Entrou na faculdade para estudar música, mas largou nas semanas iniciais, antes de seu segundo ano de faculdade, quando se integrou a Buddy Morrow e sua big band. Largou tal organização em Los Angeles após um tour que cruzaria o país e decidiu tentar a sorte na cena musical de Los Angeles. Lá, encontrou trabalho rapidamente e se tornou conhecido como um dos melhores e mais jovem contrabaixista. Em 1959, após diversas gigs junto a ilustres como Chet Baker, Victor Feldman, Stan Kenton, Cal Tjader, e Benny Goodman, LaFaro se juntou a Bill Evans, que recentemente tinha deixado de tocar com o Miles Davis Sextet. Foi com Evans e com o baterista Paul Motian que LaFaro desenvolveu e expandiu seu estilo contra melódico, que iria se tornar característico na sua maneira de tocar. Ornette Coleman também teve suas contribuições nesse mesmo período.

## Morte
LaFaro faleceu em um acidente automobilístico no verão de 1961 em Flint, Nova Iorque, na US 20 entre Geneva e Canandaigua, 2 dias após acompanhar Stan Getz no Newport Jazz Festival. Seu falecimento se deu apenas 10 dias depois da gravação de 2 álbuns ao vivo com o Bill Evans Trio, Sunday at the Village Vanguard e Waltz for Debby, álbuns de jazz ao vivo considerados dentre os mais belos.
Apesar de ter tocado somente durante 6 anos (1955-1961), a sua abordagem inovadora ao tocar o contrabaixo redefiniu a forma como se toca o jazz trazendo uma "emancipação" introduzindo "várias possibilidades que antes seriam pensadas impossíveis para o contrabaixo, pouco tempo antes", e inspirou uma geração de contrabaixistas que o seguiram.